# Erigeron speciosus
Pour les articles homonymes, voir Erigeron et Speciosus.
Espèce
Erigeron speciosus est une espèce de plantes à fleurs de la famille des Astéracées, originaire d'Amérique du Nord.